# Andre folks penge
Andre folks penge er en dansk-tysk finanskrimi-tv-serie fra 2025. Den omhandler et netværk af rige investorer, banker og advokater, som udnytter huller i skattelovgivningen til at få fingre i mere end hundrede milliarder fra europæiske skattebetalere. Historien er inspireret af virkelige begivenheder, ikke mindst den såkaldte udbyttesag, hvor både de danske og de tyske skattemyndigheder blev lænset for store beløb.
Tv-serien havde premiere på DRTV 23. maj 2025 og på DR1 24. maj 2025. Den har i alt 8 afsnit af ca. tre kvarters varighed.

## Produktion
Tv-serien er skabt og skrevet af Jan Schomburg og instrueret af Dustin Loose (det tyske spor) og Kaspar Munk (det danske spor). Den er inspireret af bogen Det Store Skatterøveri af Niels Fastrup og Thomas G. Svaneborg (udgivet af Politikens Forlag), Die Cum-Ex-Files og Die Akte Scholz af Oliver Schröm og Af hensyn til erhvervslivet af Jesper Tynell. Serien er produceret af X Filme Creative Pool, True Content Entertainment og EPO-Film for ZDF og DR i en co-produktion med New8, som er en sammenslutning af public service-stationer i forskellige lande.

## Handling
Serien er en folkeoplysende svindlerfortælling om udbyttesagen - en af de største skattesvindelsager i Europas historie., hvor både den danske og den tyske statskasse blev lænset for mange milliarder. Historien starter i tiden før finanskrisen, hvor den tyske finanskonsulent Dr. Hausner (Justus von Dohnányi) pitcher de såkaldte cumex-handler som en udspekuleret og meget sikker investeringsfinte. Han forsikrer sine investorer om, at alt, hvad de laver, kan fortolkes som fuldkommen lovligt, fordi lovens ord kun gælder rente bogstaveligt. Hausner og og hans protegé, den sultne unge Lebert (Nils Strunk), skaffer kapital til deres fusk via en række forretningsrejser, hvor deres dyre jakkesæt og faste håndtryk åbner mange døre. David Dencik og Karen-Lise Mynster er historiens moralske anker som et par frustrerede medarbejdere i SKAT, der forgæves råber vagt i gevær. Deres chef Per (spillet af Lars Brygmann) virker fodslæbende, og konsulenten Caroline (Helle Fagralid) effektiviserer alle sikkerhedsforanstaltninger bort under parolen: ”Vi kan præstere det dobbelte med halvt så mange medarbejdere!”

## Medvirkende
- David Dencik
- Lars Brygmann
- Justus von Dohnányi
- Karen-Lise Mynster
- Helle Fagralid
- Nils Strunk
- Bjarne Henriksen

## Episoder
1. En åben invitation (DRTV 23. maj 2025)
2. Sund fornuft (DRTV 23. maj 2025)
3. Muligheder (DRTV 30. maj 2025)
4. Under pres (DRTV 30. maj 2025)
5. Guld i mund (DRTV 6. juni 2025)
6. Tilståelser (DRTV 6. juni 2025)
7. Stærkere sammen (DRTV 13. juni 2025)
8. Skjulte skatte (DRTV 13. juni 2025)

## Modtagelse
Filmmagasinet Ekko gav tv-serien fire stjerner allerede i februar 2025, da serien blev vist på filmfestivalen i Berlin nogle måneder inden dens tv-premiere. Anmelderen mente, at skattesagen blev oprullet, så alle kunne følge med og blev behørigt foraget og underholdt. Han skrev samtidig, at dramaproduktionen havde et meget internationalt og let anonymt præg. I dagbladet Børsen fik serien ligeledes fire stjerner. Anmelderen skrev, at fortællingen var relevant og godt skuespil, men desværre også lidt forvirrende. Også i Jyllands-Posten blev serien anmeldt til fire stjerner med ordene, at lidt flere nuancer havde klædt det dansk-tyske samarbejdsprojekt, der ellers var en både underholdende og urovækkende dramatisering af verdens største skattesvindelsag.